# Hesiodus (krater księżycowy)
Hesiodus – krater uderzeniowy położony na południowym brzegu Mare Nubium, na północny zachód od krateru Pitatus. W pobliżu północno-zachodniej krawędzi krateru Hesiodus ma swój początek rów księżycowy nazwany Rima Hesiodus. Kanał ten ciągnie się przez 256 km na wschód w kierunku Palus Epidemiarum.
Niska krawędź krateru Hesiodus jest mocno erodowana, a jego południowo-zachodni brzeg został lekko naruszony przez krater satelicki Hesiodus A. W dalszej części jest to wyjątkowo okrągły krater z zaznaczonymi ścianami wewnętrznymi. Po południowo-wschodniej stronie szeroka szczelina w ścianie krateru Hesiodus łączy się z kraterem Pitatus.
Dno krateru Hesiodus zostało wypełnione i jest stosunkowo płaskie. Krater ten nie ma centralnego szczytu, lecz zamiast niego w środku znajduje się mały krater Hesiodus D.
Nazwa krateru pochodzi od Hezjoda, greckiego epika. Znajduje się na współrzędnych selenograficznych ☾ 29,4°S 16,3°W/-29,400000 -16,300000.

## Satelickie kratery
| Hesiodus | Szerokość | Długość | Średnica |
| -------- | --------- | ------- | -------- |
| A        | 30,1° S   | 17,0° W | 15 km    |
| B        | 27,1° S   | 17,5° W | 10 km    |
| D        | 29,3° S   | 16,4° W | 5 km     |
| E        | 27,8° S   | 15,3° W | 3 km     |
| X        | 27,3° S   | 16,2° W | 24 km    |
| Y        | 28,3° S   | 17,2° W | 17 km    |
| Z        | 28,7° S   | 19,4° W | 4 km     |